# برونوو بتلهایم
برونو بتلهایم (انگلیسی: Bruno Bettelheim)؛ در ۲۸ اوت ۱۹۰۳ در وین اتریش زاده شد. او در سال ۱۹۳۹ پس از یک سال کار اجباری در اردوگاه‌های کار اجباری داخائو و بوخنوالد به آمریکا مهاجرت کرد. بتلهایم استاد رشته تعلیم و تربیت، و روان‌شناسی در دانشگاه شیکاگو، و یکی از مشهورترین روان شناسان کودک در جهان بود. او در ۱۳ مارس ۱۹۹۰ در شهر سیلور اسپرینگ (مریلند) درگذشت. از مهم‌ترین کتاب‌های او افسون افسانه‌ها (کاربردهای افسون) است.این کتاب را کمال بهروزکیا به نام کودکان به قصه نیاز دارند: کاربردهای افسانه و افسون ترجمه کرده است.
از فیلم‌ها یا برنامه‌های تلویزیونی که وی در آن نقش داشته‌است می‌توان به زلیگ اشاره کرد.